# Estación de Cruz Quebrada
La Estación Ferroviaria de Cruz Quebrada es una estación de la Línea de Cascaes, explotada por la red de convoyes suburbanos de Lisboa, en Portugal.
Hasta su cierre, era la estación de transbordo y término nominal del Ramal del Estádio Nacional.